# Aeroportul Regional Elizabeth City
Aeroportul Regional Elizabeth City (IATA: ECG, ICAO: KECG, FAA LID: ECG) este un aeroport din Carolina de Nord, Statele Unite ale Americii ce deservește zona Elizabeth City. Aeroportul a fost tranzitat în 2019 de 1.620 de pasageri. A fost numit după zona deservită.
Situat la o altitudine de 3 m, aeroportul dispune de 2 piste.

## Infrastructură

### Piste
Aeroportul dispune de 2 piste. Pista 01/19 are dimensiunile 4.518 picioare × 150 picioare. Pista 10/28 are dimensiunile 7.219 picioare × 150 picioare. 